# Jacqueshuberia loretensis
Jacqueshuberia loretensis är en ärtväxtart som beskrevs av John Macqueen Cowan. Jacqueshuberia loretensis ingår i släktet Jacqueshuberia och familjen ärtväxter. IUCN kategoriserar arten globalt som sårbar. Inga underarter finns listade i Catalogue of Life.